# Ornithoctona rugicornis
Ornithoctona rugicornis är en tvåvingeart som beskrevs av Maa 1963. Ornithoctona rugicornis ingår i släktet Ornithoctona och familjen lusflugor.
Artens utbredningsområde är São Tomé. Inga underarter finns listade i Catalogue of Life.